# دانشگاه بین‌المللی نورث‌وست
دانشگاه بین‌المللی نورث‌وست (Northwest International University) یک مؤسسه آموزش عالی خصوصی و رسمی است که در کشور ارمنستان ثبت شده و با اجازه‌نامه کتبی وزارت آموزش ارمنستان و مرکز ملی ارتقای کیفیت آموزشی گرجستان فعالیت می‌کند. این دانشگاه طیف گسترده‌ای از برنامه‌های آموزشی در رشته‌های متنوع را به دانشجویان در سراسر جهان ارائه می‌دهد.

## اعتبارسنجی و مجوزها
دانشگاه بین‌المللی نورث‌وست تحت اجازه‌نامه کتبی وزارت آموزش ارمنستان و مرکز ملی ارتقای کیفیت آموزشی گرجستان فعالیت می‌کند و عضو و همکار چندین نهاد معتبر بین‌المللی از جمله:
- انجمن دانشگاه‌های آسیا و اقیانوسیه (AUAP)
- فدراسیون بین‌المللی دانشگاه‌های خصوصی (IFPU)
- انجمن اروپایی پیشرفت آموزش عالی (EAHEA)
- انجمن مدیران حرفه‌ای معتبر
- گروه توسعه حرفه‌ای مداوم (CPD Group)
- مؤسسه کارشناسان مدیریت
- سازمان اعتباربخشی مؤسسات و برنامه‌های آموزشی
- انجمن جهانی مدرسین و ارزیابان آنلاین
- هیئت استاندارد کیفیت
- یونسکو
- انجمن فناوری و انسان (TEKİNDER)
- شورای آموزش و پژوهش اورآسیا
- شورای آموزش حقوق بشر و صلح بین‌المللی
- جامعه دندانپزشکی هند
- سازمان توسعه کسب‌وکارهای کوچک و متوسط نیجریه
- کمیسیون بین‌المللی اعتباربخشی آموزش و سمینارها

همچنین این دانشگاه موفق به دریافت گواهینامه ISO 21001:2018 شده است.

## همکاری‌های منطقه‌ای و بین‌المللی
دانشگاه دارای دفاتر و پردیس‌های رسمی در کشورهای هند، نیجریه، آمریکا، کانادا و چند کشور دیگر است. در سطح منطقه‌ای، دانشگاه همکاری رسمی و تحت اجازه‌نامه کتبی وزارت آموزش و علوم قرقیزستان با مؤسسه Sapattuu Bilim را دارد که این همکاری به تایید و ارتقای کیفیت آموزشی کمک می‌کند.
دانشگاه همچنین با دانشگاه‌ها و مؤسسات علمی معتبر در قاره‌های مختلف همکاری‌های گسترده علمی، آموزشی و پژوهشی دارد.

## اعتبار مدارک
مدارک صادره از دانشگاه بین‌المللی نورث‌وست قابلیت نوتاریز شدن توسط دفاتر رسمی نوتاری را دارا هستند که این موضوع اعتبار و پذیرش مدارک را در سطح بین‌المللی تسهیل می‌کند.

## برنامه‌های آموزشی
دانشگاه برنامه‌های آموزشی متنوعی را به صورت حضوری، آنلاین و ترکیبی ارائه می‌دهد که با هدف آماده‌سازی دانشجویان برای بازارهای کاری بین‌المللی و نیازهای روز دنیا طراحی شده‌اند.